# Ioan Ghinescu
Ioan Ghinescu (n. 27 decembrie 1868 - d. ?) a fost unul dintre generalii Armatei României din Primul Război Mondial.
A îndeplinit funcții de comandant de divizie în campaniile anilor 1916-1918.

## Cariera militară
După absolvirea școlii militare de ofițeri cu gradul de sublocotenent, Ioan Ghinescu a ocupat diferite poziții în cadrul unităților de geniu sau în eșaloanele superioare ale armatei, cele mai importante fiind cele de comandant al Regimentului 7 Infanterie, șef de stat major al Corpului II Armată sau Inspector tehnic al geniului.
În perioada Primului Război Mondial, a îndeplinit succesiv funcțiile de șef de stat major al Corpului II Armată, în perioada 14/27 august  - 25 octombrie/ 7 noiembrie 1916, Diviziei 16 Infanterie, în perioada 25 octombrie/7 noiembrie – 2/15 noiembrie 1916, Diviziei 10 Infanterie, în perioada 2/15 noiembrie 1916 – 23 decembrie 1916/5 ianuarie 1917 și Diviziei 4 Infanterie, în perioada 23 decembrie 1916/5 ianuarie 1917 - 1/13 iunie 1918. A fost sub-șef al  Marelui Cartier General în perioada 28 octombrie/10 noiembrie 1918 - 1/13 februarie 1920

## Decorații
- Ordinul „Steaua României”, în grad de ofițer (1912)
- Ordinul „Coroana României”, în grad de comandor (1907)[1]:436